# Sorbeda del Sil
Sorbeda del Sil es una localidad española del municipio de Páramo del Sil, en la comarca de El Bierzo, provincia de León, comunidad autónoma de Castilla y León.
Su Junta Vecinal ha dispuesto tradicionalmente, en época moderna, de gran presupuesto, debido, en gran parte, a los cielos abiertos que se encuentran en su jurisdicción. Este presupuesto le ha permitido llevar a cabo obras de modernización en sus infraestructuras (Iglesia y su plaza, campo de fútbol,...).
Celebra sus fiestas el 22 de julio en honor a Santa María Magdalena.
El club actual de fútbol del pueblo es: Sorbeda FS.
El nombre de la localidad, Sorbeda, significa "conjunto de serbales". En latín, sorbus es serbal.

## Evolución demográfica
| 2000 | 2001 | 2002 | 2003 | 2004 | 2005 | 2006 | 2007 | 2008 | 2009 | 2010 | 2011 |
| 193  | 191  | 181  | 172  | 162  | 163  | 164  | 164  | 154  | 155  | 161  | 154  |

- Datos: Q6132535